# Misión de Nuestra Señora de Guadalupe de Nacogdoches
La Misión Nuestra Señora de Guadalupe de Nacogdoches fue una misión de época del virreinato de Nueva España del siglo XVIII situada en Nacogdoches en el condado de Nacogdoches, Texas, Estados Unidos

## Historia
Fue fundada en julio de 1716 durante la expedición de Domingo Ramón. Se trató de una misión dirigida por misionero franciscano español Antonio Margil de Jesús por mandato del colegio de Nuestra Señora de Guadalupe de Zacatecas para la evangelización de los indígenas Nacogdoches.
La región del río Neches contó asimismo con otras cinco misiones contemporáneas como San José de los Nazonis, San Francisco de los Tejas o San Miguel de Linares de Los Adaes, entre otras. Para su seguridad, las misiones contaban con el respaldo del presidio Nuestra Señora de los Dolores. En 1719 los franceses realizaron una incursión desde La Luisiana, atacando la vecina misión de San Miguel de Linares de Los Adaes, lo que supuso la evacuación de las misiones del este de la provincia de Tejas. 
En 1721 fue la primera misión refundada por la gran expedición del marqués de Aguayo. Ésta contó con más de quinientas personas entre civiles, militares y misioneros y 5.000 cabezas de ganado. Durante su existencia las conversiones no fueron significativas, pero su presencia supuso la afirmación de la soberanía española del territorio fronterizo entre España y Francia. Además, se encontraba en la ruta comercial del Camino Real de los Texas. Con la soberanía española de La Luisiana perdió su razón de ser, siendo ordenado su abandono en 1773, como sucediera con el resto de las misiones de la región. 
En 1779 el adaeseño Antonio Gil y Barbo obtuvo el respaldo del gobernador Domingo Cabello y Robles para establecer una población en la antigua misión Guadalupe, dando lugar a la actual Nacogdoches. 

## Descripción
Desde 1936 existe un marcador histórico en la confluencia de las calles North y Muller.